# New Church
New Church war eine Band um den britischen Bluesmusiker Alexis Korner.
Die Band entstand 1968, nachdem Korner seine Gruppe Free At Last aufgelöst hatte. Mit dabei war der junge dänischer Bluesmusiker Peter Thorup von den Beefeaters. Weitere Mitglieder waren Nick South, Ray Warleigh, Annette Brox, Per Frost und Colin Hodgkinson.
Am 5. Juli 1969 waren New Church die Vorband beim Konzert der Rolling Stones im Londoner Hyde Park. Dies war das erste Konzert der Rolling Stones zwei Tage nach dem Tod von Brian Jones. Für New Church war es zugleich der erste öffentliche Auftritt der Band.
Es wurde ein Album aufgenommen, das den Titel Both Sides trägt, weil es sowohl aus Live- als auch aus Studio-Aufnahmen besteht. Es wurde im Mai 1970 veröffentlicht.
Wegen relativer Erfolglosigkeit löste Alexis Korner die Band 1970 wieder auf und gründete mit Thorup die Bigband C.C.S.